# IC 967
IC 967 је спирална галаксија у сазвјежђу Волар која се налази на листи објеката дубоког неба у Индекс каталогу.
Деклинација објекта је + 14° 27' 27" а ректасцензија 13h 58m 22,9s. Привидна величина (магнитуда) објекта IC 967 износи 14,0 а фотографска магнитуда 14,9. IC 967 је још познат и под ознакама MCG 3-36-15, CGCG 103-31, KUG 1355+147, IRAS 13559+1442, PGC 49721.